# ماریکا ووسو
ماریکا ووسو (استونیایی: Maarika Võsu؛ زادهٔ ۷ ژوئن ۱۹۷۲) شمشیرباز اهل استونی است.
وی در مسابقات کشوری و بین‌المللی در مجموع برندهٔ ۴ مدال نقره، ۱ مدال برنز شده‌است.